# Antirrhea watkinsi
Antirrhea watkinsi är en fjärilsart som beskrevs av Rosenberg och Talbot 1914. Antirrhea watkinsi ingår i släktet Antirrhea och familjen praktfjärilar. Inga underarter finns listade i Catalogue of Life.